# Нур-или
Нур-или (аккад. «Свет бога») — правитель города Ашшура приблизительно в 1484—1472 годах до н. э.
Сын Эллиль-нацира I. Правил Нур-или под верховной властью митаннийского царя.